# Cabirias nätter
Cabirias nätter (originaltitel: Le notti di Cabiria) är en fransk-italiensk dramafilm från 1957 regisserad av Federico Fellini. Den vann en Oscar för bästa utländska film vid Oscarsgalan 1958.

## Handling
Filmen handlar om den prostituerade Cabiria som i Rom söker efter den sanna kärleken.

## Om filmen
Cabirias nätter har visats i SVT, bland annat 1991, i februari 2020 och i oktober 2021.

## Rollista
- Giulietta Masina – Maria "Cabiria" Ceccarelli, prostituerad
- François Périer – Oscar, främlingen, alias D'Onofrio
- Amedeo Nazzari – Alberto Lazzari, filmstjärna
- Franca Marzi – Wanda, Cabirias väninna
- Dorian Gray – Jessy, Lazzaris flickvän
- Franco Fabrizi – Giorgio
- Aldo Silvani – hypnotisör
- Ennio Girolami – Amleto, "magikern"